# ¡Qué vida de perros!
¡Qué vida de perros! (Les Jules: Chienne de vie… en francés) es una serie de dibujos animados de origen francés de 1997, emitida por Fox Kids y Canal Plus entre 1998 y 1999 en España en el programa "P+O-XO%" ("Programa más o menos multiplicado o dividido") y por Cartoon Network en Latinoamérica.

## Argumento
Jule y Jules son dos perros callejeros que odian a los humanos desde que una familia los adoptase para abandonarlos posteriormente. Tras esto, se trasladan al último piso de un edificio habitado por otros perros. La serie refleja la visión del mundo desde la óptica de los perros y nunca aparece la figura de ningún humano, aunque existen en la serie. El resto de perros vecinos refleja el comportamiento de sus dueños, lo que dota a los personajes de una personalidad humana creando una comedia con diálogos de personas, entre perros.

## Personajes
- Los Jules (Los Compañeros en Hispanoamérica): Son los dos perros hermanos gemelos. Uno tiene una mancha en el ojo izquierdo y el otro en el derecho. Viven en el piso más alto del edificio. Se la pasan alborotando el edificio y alrededores junto con sus amigos, causando la molestia de sus perros vecinos, quienes no simpatizan con ellos. Aparentemente no tiene dueños. Uno de ellos podía levitar cuando meditaba.

- Señora Chusma: Es una perra de estatura baja y color lila que vive en el primer piso del edificio, del cual es la "perra portera" y responsable de la limpieza de las áreas comunes. Cada vez que ve a los compañeros haciendo algo indebido o ensuciando el edificio les grita o dice en forma despectiva "bandidos". Es la viuda del Sr. Chusma, quien pereció en un accidente de tránsito.

- Señor Bubú: Perro gordo de baja estatura y despistado. Trabaja para la línea de alimentos y accesorios caninos "Wah Wah."

- Jerónimo y Diana (Denisse en Hispanoamérica) Brutus : Son dos esposos de raza gran danés de color gris y marrón, respectivamente. Tienen tres cachorros: Maximiliano, Carlos y Victorina. Ellos, incluidos sus cachorros, también detestan a los compañeros.

- Señorita Ricachona: Una rosada perra salchicha cuya posición (o sea, la de su dueña) le hacen honor a su nombre. Detesta mucho a los compañeros y es malgeniada. Está enamorada del Coronel.

- El Coronel: Es un perro viejo de raza Schnauzer que tampoco muestra simpatía por los compañeros. Aparentemente estuvo en una guerra, ya que luchó (o acompañó a su dueño en ella), quedando herido y, como resultado de ello, con sus dos patas traseras sostenidas por una barra con dos pequeñas ruedas detrás de cada pata. Está enamorado de la Señorita Ricachona.

- Sr. Rex: Un pastor alemán miembro de la Policía Canina. Muestra antipatía hacia los compañeros. Aunque hace alarde de su bravura y valentía, ha demostrado en ocasiones ser temeroso.

- Sr. y Sra. Kiki: También son dos esposos. El Sr. Kiki es un perro atlético de color celeste y de carácter rudo. La Sra. Kiki es una perra vanidosa y seductora y apuesta para los demás perros, lo que causa los celos de su esposo. El primero detesta a los compañeros, aunque en la segunda no hay claridad en la relación con estos.

- Carlos Alejandro La Torre de Encierro: Un perro afgano de clase alta, inseguro y algo despistado. Vive con el propietario del edificio y debe atender los reclamos de los perros inquilinos. Es uno de los pocos perros habitantes del edificio que no muestra su antipatía hacia los compañeros, charlando a veces con ellos y pidiendo solución a ellos sobre sus problemas. Su familia se propone casarlo contra su voluntad con una perra de alcurnia llamada Ana Berenjena Del Rabo Esculpido.

- Los amigos de los Compañeros: Uno es un perro chihuahua llamado "La Mosca", otro de gran tamaño llamado "Lanudo" y uno de dientes desproporcionadamente grandes llamado "Dientudo", aparte de otros. Comparten las travesuras de los Compañeros.

- Francisco Javier: Un perro galgo color celeste y pariente de Carlos Alejandro. Muestra un comportamiento fino. No vive en el edificio y visita a Carlos Alejandro en algunos episodios, tratándolo frecuentemente como su inferior.

- María Teresa del Perpetuo Abandono: Una perra aparentemente afgana y hermana de Carlos Alejandro. Es una perra-monja o mascota de un convento, donde vive. Su nombre parece una parodia de la denominación de la imagen de la "Virgen del Perpetuo Socorro". Pese a su vocación religiosa y de servicio, en todas sus apariciones demuestra también interés por el patrimonio de su familia o afán de lucro.

## Episodios
1. Les puces
2. Les renards
3. Casse-croûte
4. Jules la star
5. Immeuble à vendre
6. Faim de chien
7. Le réverbère
8. La Nièce de monsieur Rex
9. L'affaire du saucisson de Lyon
10. Méli molosse
11. Jaloux comme un tigre
12. Pédigrée oblige
13. Chien de garde
14. Sans niche fixe
15. La nouvelle locataire
16. Le loupiot
17. Comme chiens et chats
18. Que d'os que d'os
19. Les adorateurs de la tête de veau
20. Chien de fusil
21. Le grand nettoyage
22. Beauté canine
23. Chien de maître
24. Le jeu du jumeau
25. Truffe contre truffe
26. Les cafards